# Havanna (Film)
Havanna ist ein US-amerikanisches Filmdrama von Sydney Pollack aus dem Jahr 1990.

## Handlung
Der Film spielt am Vorabend der Kubanischen Revolution: Der Profi-Pokerspieler Jack Weil befindet sich im Dezember 1958 auf einer Überfahrt von den USA nach Kuba. Er reist nach Kuba, um dort eine Pokerrunde zu organisieren. Aus einer impulsiven Handlung heraus übernimmt er die Verantwortung für gefundene Waffen in einem der Autos im Parkdeck des Schiffs. Die unfähigen und korrupten kubanischen Polizisten lassen sich bestechen und geben Ruhe. Er lernt daraufhin die schöne Roberta Duran kennen und erklärt sich für Geld bereit, für diese militärisches Gerät nach Kuba zu schmuggeln. In Kuba angekommen, treffen sich die beiden wieder. Er hat Interesse an ihr, sie jedoch nicht an ihm. Sie ist mit Arturo Duran, einem der Anführer der Revolutionäre verheiratet.
Jack bittet Joe Volpi, einen befreundeten Kasinomanager und Handlanger des Mafiabosses Meyer Lansky, eine Pokerrunde zu organisieren. Vor dem Spiel erfährt Jack aus der Zeitung, dass Roberta und Arturo festgenommen wurden. Zeitungen berichten über den Tod des Mannes. Jack kann einen seiner Spielpartner, der bei ihm Schulden hat, dazu bewegen, Robertas Freilassung zu erwirken.
Roberta, die gefoltert wurde, ist Jack dankbar, verlässt diesen jedoch wieder und taucht unter.
Der Geheimdienstoffizier Menocal warnt Jack und dieser kann sich gerade noch herausreden, ohne verhaftet zu werden. Volpi offenbart Jack, dass er nicht mehr daran glaube, dass sich die Diktatur Batistas noch lange halten könne.
Am 29. Dezember 1958 fällt Santa Clara. Jack fährt in das umkämpfte Gebiet, findet Roberta und versteckt sie in seiner Wohnung in Havanna. Dort beginnen beide eine Affäre. Als er erfährt, dass Arturo noch lebt, sieht er sich in einem moralischen Dilemma. Einerseits liebt er Roberta leidenschaftlich, andererseits will er ihre Ehe nicht zerstören. Er verkauft einen Diamanten, den er immer bei sich trägt, um auch Arturos Freilassung zu erwirken. Er behauptet gegenüber Menocal, er würde für die CIA arbeiten. Er besticht diesen und bietet ihm politisches Asyl in den USA an.
Als Roberta die Nachricht erreicht, dass ihr Mann doch noch am Leben ist, entscheidet sie sich dafür, bei ihm zu bleiben.
Kurz darauf übernehmen die Revolutionäre die Macht in Kuba. Jack verabschiedet sich von Roberta und kehrt in die USA zurück. Doch seither fährt er jedes Jahr zu den Florida Keys, wo er aufs Meer hinausstarrt in der Hoffnung, Roberta wiederzusehen.

## Kritiken
Desson Howe schrieb in der Washington Post vom 14. Dezember 1990, Robert Redford spiele wirkungsvoll, offenbare jedoch die Motivation der von ihm gespielten Figur nicht. Der Regisseur beweise allerdings ein Gespür für die Atmosphäre der politischen Veränderungen in Kuba „(Pollack achieves a counterfeit sense of this atmosphere)“.
Positif stellt Havanna in die Tradition großer Spektakel vor einem politischen Hintergrund; es sei ein ergreifendes Melodram von klassischem Zuschnitt, dem Moden – wie den besten Beispielen des Genres – nichts anhaben könnten. Die Ähnlichkeit mit Casablanca wird konstatiert, aber nicht verurteilt. Die meisterhafte Schauspielerführung verschaffe insbesondere Lena Olin eine große Intensität.
epd Film schrieb, die Hauptfigur und der sie verkörpernde Redford seien „das Beste an dem Film Havanna. Es ist das Porträt eines hilflosen Mannes, der der Stimme des Herzens folgt, eines Verliebten. Der Rest des Films ist nicht empfunden, sondern behauptet (…) Der Film erstickt an seinen Schauwerten.“
Das Lexikon des internationalen Films lobt die handwerkliche Seite, kritisiert aber die Ähnlichkeit mit dem Film Casablanca sowie die „allzu oberflächliche Opulenz“.

## Auszeichnungen
Dave Grusin war für seine Filmmusik 1991 für einen Oscar und einen Golden Globe sowie 1992 für einen Grammy nominiert.

## Hintergrund
Der Film wurde in der Dominikanischen Republik (unter anderem in Santo Domingo) und in Key West gedreht. Er spielte in den Kinos der USA insgesamt ca. 9,2 Millionen US-Dollar bei ca. 40 Millionen Produktionskosten ein.